# Ascidae
Ascidae es una familia de ácaros perteneciente al orden Mesostigmata.

## Géneros
- Aceoseius Sellnick, 1941
- Adhaerenseius G. C. Loots & P. D. Theron, 1992
- Africoseius Krantz, 1962
- Anephiasca Athias-Henriot, 1969
- Antennoseius Berlese, 1916
- Anystipalpus Berlese, 1911
- Arctopsis Athias-Henriot, 1973
- Arctoseius Thor, 1930
- Arrhenoseius Walter & Lindquist, 2001
- Asca von Heyden, 1826
- Blattisocius Keegan, 1944
- Cheiroseiulus G. O. Evans & A. S. Baker, 1991
- Cheiroseius Berlese, 1916
- Diseius Lindquist & Evans, 1965
- Ectoantennoseius Walter, 1998
- Gamasellodes Athias-Henriot, 1961
- Hoploseius Berlese, 1914
- Iphidozercon Berlese, 1903
- Laelaptoseius Womersley, 1960
- Lasioseius Berlese, 1916
- Leioseius Berlese, 1916
- Melichares Hering, 1838
- Mycolaelaps Lindquist, 1995
- Neojordensia Evans, 1957
- Orolaelaps de Leon, 1963
- Orthadenella Athias-Henriot, 1973
- Paraproctolaelaps Bregetova, 1977
- Platyseius Berlese, 1916
- Plesiosejus Evans, 1960
- Proctogastrolaelaps McGraw & Farrier, 1969
- Proctolaelaps Berlese, 1923
- Protogamasellus Karg, 1962
- Rettenmeyerius Elzinga, 1998
- Rhinoseius Baker & Yunker, 1964
- Tropicoseius Baker & Yunker, 1964
- Xanthippe Naskrecki & Colwell, 1995
- Xenoseius Lindquist & Evans, 1965
- Zerconopsis Hull, 1918
- Zercoseius Berlese, 1916